# Euxesta penacamposi
Euxesta penacamposi är en tvåvingeart som beskrevs av Steyskal 1973. Euxesta penacamposi ingår i släktet Euxesta och familjen fläckflugor. Inga underarter finns listade i Catalogue of Life.